# 밀리치야
밀리치야(러시아어: мили́ция)는 러시아와 소련의 경찰 및 소방기관을 호칭하는 용어이다. 원래 러시아어로 '밀리치야'라는 말은 '민병대'라는 말을 뜻하지만, 소련에서는 일반 경찰을 뜻하는 말로 쓰였다.

## 배경
밀리치야의 어원은 러시아 내전으로부터 나왔다. 러시아 내전 중, 볼셰비키는 기존 치안 업무를 담당하던 경찰과 구분지어 농민들의 자치적인 '민병대'를 만들게 했다. 이 민병대 조직이 점차 치안을 담당하는 업무를 담당하게 되면서 이후 '민병대'라는 말이 경찰이라는 말을 의미하게 되었다. 밀리치야는 자치조직에서 1917년 11월 2일(구력으로는 10월 28일) '노동자, 농민의 민병대(밀리치야)'라는 이름으로 처음 공식 출범했으며, 소련이 건국된 이후 내무인민위원회(NKVD)를 거쳐 소련 내무부(MVD) 산하 조직으로 자리잡았다.

## 특징

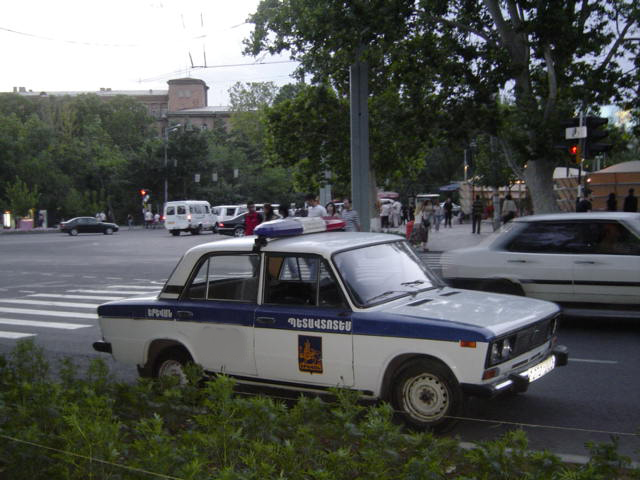
예레반의 밀리치야.

밀리치야는 기존 서유럽이나 미국의 경찰 조직과는 몇 가지 다른 특징을 가지고 있다.
우선, 밀리치야는 공식적으로 행정 업무를 담당하는 내무부에 속해있는 조직이지만, 러시아나 구 소련의 공화국에서는 경찰이 내무부의 업무를 담당하고 있는 경우가 많았다. 따라서 내무부의 본 업무가 주로 행정에 관련된 것인만큼, 과거 소비에트 연방에서는 경찰인 밀리치야가 내무부의 본업무인 행정업무까지도 맡았다. 또한 밀리치야는 경찰력 이외에도 별도로 내무군이라고 불리는 군사 병력을 거느렸으며, 교도소관리국, 소방서, 행정 업무 기관을 포함하여 활동했다. 현재도 일부 구 소련에 속해있었던 국가에서는 밀리치야의 특징을 그대로 이어받은 조직을 운영하고 있다. 밀리치야는 일반 서유럽의 경찰 조직과 달리 무기를 소지하거나 트럭, 헬리콥터 등의 중무기를 다루는 별도의 무장경찰을 두고 있다. 무장경찰은 군대식 규율과 계급을 그대로 사용하며, 전쟁시 국방부의 지휘를 받아 군으로써 활동하게 된다.
또한 밀리치야는 "장군"이나 "소령"같은 군대 계급을 사용하고 있는데, 이는 정보 기관이나 경찰 병력에도 군사 계급을 부여하던 소련 시절에서 비롯된 것이다. 국가보안위원회에서도 군대 계급을 사용했었고, 밀리치야는 현재도 군사 계급을 그대로 사용하고 있다. 밀리치야 병력은 군대 계급과 구별 짓기 위해 계급 뒤에 "밀리치야"라는 소속을 붙여 사용한다.
밀리치야는 소련이 만든 조직이기 때문에 소련을 중심으로 운영되었으며, 냉전 때는 소련을 비롯해 루마니아, 불가리아, 유고슬라비아, 폴란드 등의 국가들이 이를 운영했으나 공산주의 체제가 무너지면서 이를 새롭게 개편하였다. 거의 대부분의 국가들에서는 서유럽 식의 경찰 체계를 도입하였으나, 벨라루스 같은 나라에서는 공산주의 시절의 체계를 그대로 사용하기도 한다.

## 이름
소련 붕괴 이후 이름을 바꾼 나라들:
- 1989년: 불가리아, 슬로베니아, 폴란드
- 1990년: 몰도바, 리투아니아, 루마니아, 에스토니아, 크로아티아
- 1990년: 아제르바이잔
- 1991년: 라트비아
- 1992년: 카자흐스탄
- 1993년: 조지아
- 1997년: 세르비아
- 2001년: 나고르노카라바흐, 아르메니아, 투르크메니스탄
- 2011년: 러시아

현재 밀리치야라는 이름을 사용하는 국가들은 주로 독립 국가 연합에 속한 국가들이며 이 때문에 국제적으로 사용되는 경찰이라는 명칭을 도입해야 한다는 의견이 많다. 러시아에서는 2010년 드미트리 메드베데프 대통령이 경찰 개혁을 진행하면서 밀리치야라는 이름을 "경찰"로 바꾸자는 제의를 했으며 2011년 3월 1일 공식적으로 밀리치야라는 이름을 경찰이란 뜻의 폴리치야(러시아어: полиция)로 바꾸었다. 압하지야, 우크라이나, 키르기즈스탄에서도 밀리치야라는 이름을 바꾸려고 계획하고 있다고 밝혔다.

## 같이 보기
- 러시아 경찰